# フォートエリー
フォートエリー（英：Fort Erie）は、七年戦争（フレンチ・インディアン戦争）の後にイギリス軍が築いた最初の要塞である。要塞はフォートエリー町の南端に位置し、バッファローからナイアガラ川を挟んだ対岸にある。国定史跡に指定されている。